# Detroit Pistons 1979-1980
La stagione 1979-80 dei Detroit Pistons fu la 31ª nella NBA per la franchigia.
I Detroit Pistons arrivarono sesti nella Central Division della Eastern Conference con un record di 16-66, non qualificandosi per i play-off.

## Roster
| N°   | Naz.                   | Ruolo | Sportivo        | Anno | Alt. | Peso |
| ---- | ---------------------- | ----- | --------------- | ---- | ---- | ---- |
| 11   | Stati Uniti (bandiera) | AC    | Bob McAdoo      | 1951 | 206  | 95   |
| 13   | Stati Uniti (bandiera) | AC    | Leon Douglas    | 1954 | 208  | 104  |
| 14   | Stati Uniti (bandiera) | G     | Eric Money      | 1955 | 183  | 77   |
| 16   | Stati Uniti (bandiera) | C     | Bob Lanier      | 1948 | 211  | 113  |
| 21   | Stati Uniti (bandiera) | A     | Earl Evans      | 1955 | 203  | 92   |
| 24   | Stati Uniti (bandiera) | G     | Roy Hamilton    | 1957 | 188  | 82   |
| 25   | Stati Uniti (bandiera) | GA    | John Long       | 1956 | 196  | 88   |
| 30   | Stati Uniti (bandiera) | G     | Ron Lee         | 1952 | 193  | 88   |
| 30-9 | Stati Uniti (bandiera) | A     | Jackie Robinson | 1955 | 198  | 95   |
| 32   | Stati Uniti (bandiera) | A     | Greg Kelser     | 1957 | 201  | 86   |
| 33   | Stati Uniti (bandiera) | G     | Jim McElroy     | 1953 | 191  | 86   |
| 34   | Stati Uniti (bandiera) | AC    | John Shumate    | 1952 | 206  | 107  |
| 35   | Stati Uniti (bandiera) | AC    | Phil Hubbard    | 1956 | 203  | 98   |
| 41   | Stati Uniti (bandiera) | GA    | Terry Tyler     | 1956 | 201  | 98   |
| 42   | Stati Uniti (bandiera) | G     | Terry Duerod    | 1956 | 188  | 82   |
| 44   | Stati Uniti (bandiera) | A     | Steve Malovic   | 1956 | 208  | 104  |
| 54   | Stati Uniti (bandiera) | C     | Kent Benson     | 1954 | 208  | 107  |

## Staff tecnico
- Allenatori: Dick Vitale (4-8) (fino all'8 novembre)[1], Richie Adubato (12-58)
- Vice-allenatori: Richie Adubato, Mike Brunker